# Truida Jonkman-Jansen
G.M.C. (Truida) Jonkman-Jansen (4 april 1949) was de laatste burgemeester van de voormalige Nederlandse gemeente Scheemda.
Mevrouw Jonkman was vanaf 1 februari 2000 de opvolger van Jan Leegwater als burgemeester van Scheemda. Tot die tijd was zij namens de PvdA gemeenteraadslid en wethouder in de gemeente Lelystad.
In haar eerste ambtstermijn kreeg ze onder andere te maken met projecten als de Blauwestad. Vooral de VCP, in Scheemda met twee zetels vertegenwoordigd in de gemeenteraad, protesteerde hier heftig tegen.
Op het moment van aantreden telde Scheemda al drie vrouwelijke wethouders. Gedurende korte tijd was Scheemda de eerste en enige gemeente in Groningen met een volledig vrouwelijk college van B&W.
Mevrouw G.M.C. Jonkman-Jansen werd herbenoemd als burgemeester van Scheemda per 1 februari 2006. De beëdiging vond plaats op 30 januari 2006. Door het opheffen van de gemeente per 1 januari 2010 is zij de laatste burgemeester van Scheemda geweest.
Jonkman vaardigde in augustus 2009 het omstreden noodbevel uit op grond waarvan nationaalsocialist Stefan Wijkamp, die op dat moment een besloten barbecue in Nieuw-Scheemda hield, werd gearresteerd. Achteraf moest de burgemeester toegeven dat geen reële dreiging van openbareordeverstoring had bestaan en dat zij het zware middel onterecht had ingezet. Wijkamp werd vrijgesproken en ontving bovendien een schadevergoeding van 2.628,46 euro van de gemeente Oldambt.
Functies, die uit hoofde van het burgemeesterschap door mevrouw Jonkman werden vervuld:
- Lid bestuur provinciale studiefonds.
- Bestuurslid Streekraad  Oost Groningen.
- Lid regionaal college regiopolitie.
- Voorzitter R.v.C. “De Blauwe Stad”.
- Bestuurslid Gemeenschappelijke regeling “De Blauwe Stad”.
- Bestuurslid Hulpverlening en openbare gezondheidszorg Groningen.
- Plv.bestuurslid Bestuursacademie Noord-Nederland.
- Voorzitter regiegroep Oost-Groningen Digitaal.
- Voorzitter bestuur I.G.S.D. Oldambt.
- Bestuurslid Intergemeentelijke Brandweer Oldambt.
- Voorzitter raadspresidium.
- Lid Stuurgroep Herindeling.
- Lid landelijk bestuur GOVunited.

Functies, die niet uit hoofde van het burgemeesterschap werden vervuld.
- Lid van de Raad van Toezicht van de Stichting Triade (onbezoldigd)
- Lid dagelijks bestuur Flevolandschap (onbezoldigd)